# 马哈赞加

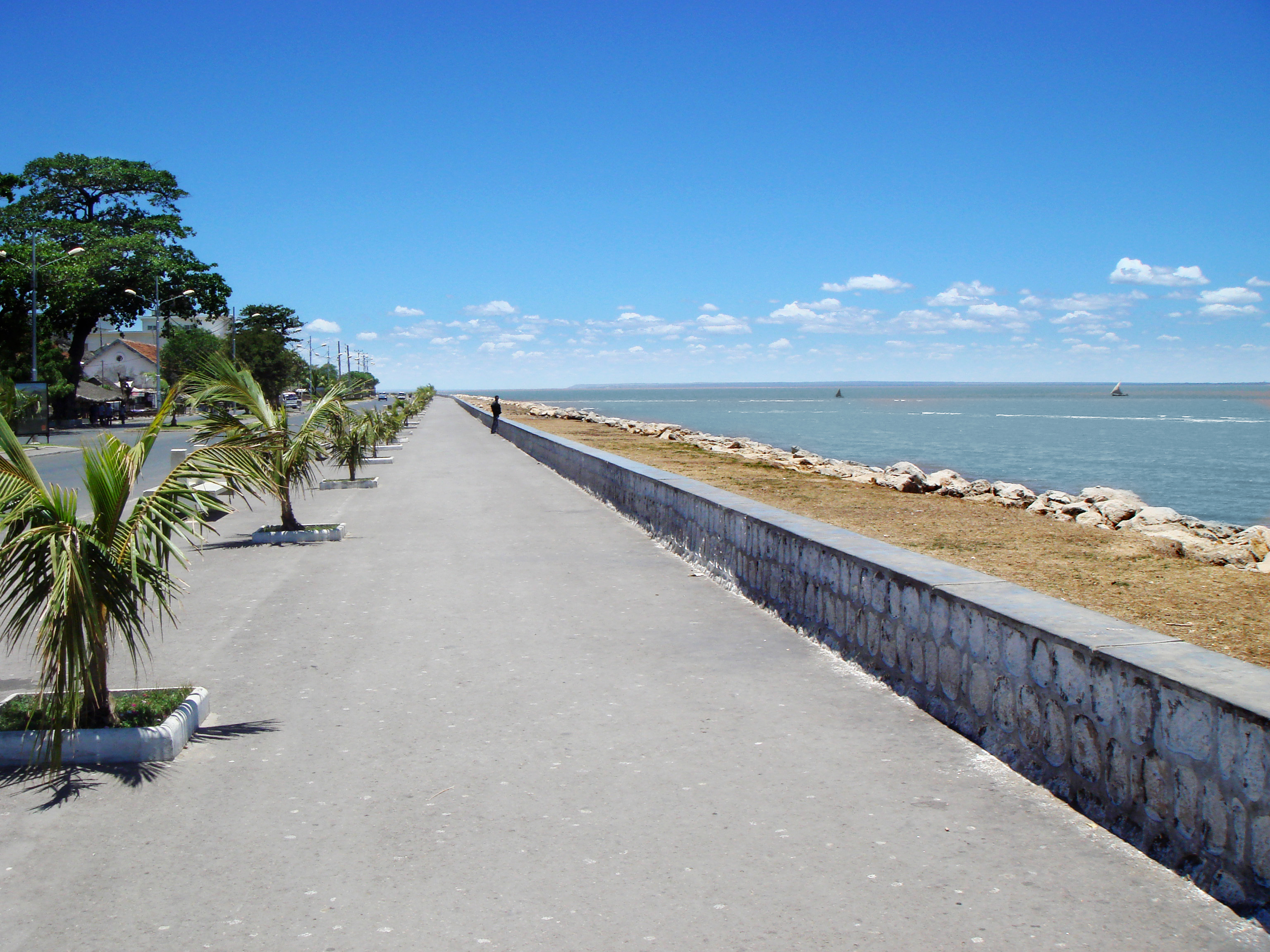
馬哈贊加的海岸

马哈赞加，或译马任加（法語：Majunga），是马达加斯加西北部的一座城市。也是该国主要的海港之一。 